# ダイハツ・コンソルテ
コンソルテ（CONSORTE）とは、ダイハツ工業がかつて販売していた乗用車である。

## 概要
ダイハツ工業は1967年（昭和42年）11月にトヨタ自動車と業務提携を交わし、日野自動車とともにトヨタグループとなった第一作品として登場。パブリカと共通の車体（ボディ）だが、エンジンはダイハツ製のFE型1,000ccに換装されていた（後にトヨタ製の1,200ccを追加）。フロントグリルとリアエンドは独自のデザインだった。ただし、パブリカに設定していたツインキャブ搭載モデルやバン／ピックアップといった商用車などは設定されなかった。車名の由来は“伴侶、提携”のイタリア語で、ダイハツとトヨタ、およびユーザーとの関係を意味している。

## 初代 EP型(1969年-1977年)
- 1969年（昭和44年）4月 新発売。当初はコンソルテベルリーナと称し、デラックスとスタンダードの2種の展開。型式名EP30。サスペンションは前輪ストラット/コイルで後輪はリジッド／リーフ。
- 1970年9月 マイナーチェンジでインパネのデザインを変更し、スピードメーターが扇型から丸型に変更。3分割グリルを採用。フロントディスクブレーキを装備したスーパーデラックスを追加し、ミッションも1～3速をクロスレシオに改良した。
- 1971年6月 トヨタ製3K型エンジンを搭載したスポーティモデル、1200Sを追加。最高出力68PS/6,000rpm、最大トルク9.5kgm/3,800rpmで最高速度150km/hとなった。
- 1972年1月 大規模なマイナーチェンジを実施。ベルリーナの呼称が外れる。1200Sは1200GSに名称変更、1000PSを追加。全長を50mm延長し、2代目パブリカ同様にリアデッキの造形をトランクリッドの付いた3ボックススタイルのまま、ノッチバック型の意匠からファストバック型の意匠に改められた。このモデルでは2代目パブリカとの部品共用は約75%となった。
- 1973年5月 パブリカ・スターレットのOEMであるクーペ追加。型式名EP40。グレード展開は68馬力の1,200ccモデル（トヨタ製3K型エンジン使用）がGHLとGL。58馬力の1,000ccモデル（ダイハツ製FE型エンジン使用）はHLとTL。パブリカ・スターレットのフリーチョイスシステムは採用されなかった。GHLはレザートップを標準装備。CMキャラクターはケーシー高峰。
- 1973年10月 スターレット4ドアセダン追加と同時にコンパーノ・ベルリーナ以来の4ドアを追加。グレード展開は1200がハイカスタムとカスタムの2種、1000はスーパーデラックス、デラックス、スタンダードの3種。同時に2ドアセダンがマイナーチェンジ、1000PSがカタログ落ちする。
- 1974年11月 シャルマンの発売に伴い、4ドアが廃止。コンソルテ4ドアの販売期間は1年間のみであった。
- 1975年12月 1,000ccモデルが50年排出ガス規制適合。この時点で国産1,000cc乗用車はコンソルテが唯一（当時）となった。
- 1976年2月 1,200ccモデルが51年排出ガス規制適合。エンジンが3K型から3K-U型（OHV）となる。
- 1977年2月 マイナーチェンジ。1,000ccモデルが廃止される（理由は51年排出ガス規制をクリアする事が出来なかった為）1,200ccへ変更となった。
- 1977年11月　販売終了。その後継車として新開発の1,000cc・直列3気筒SOHCガソリンエンジン（CB型）を搭載した（リッターカーの）初代シャレードが発売される。

販売終了前月までの新車登録台数の累計は15万8,768台。

## 開発
- クーペ／4ドアはパブリカ・スターレットのOEMだが、デザインはジウジアーロが手がけており、このモデルも一応彼の作品といえる。